# Cleora flavifasciata
Cleora flavifasciata là một loài bướm đêm trong họ Geometridae.